# ゲイリー・ボイル
ゲイリー・ボイル（Gary Boyle、1941年11月24日 - ）は、イギリスのフュージョン・ギタリストである。

## 略歴
ボイルは1941年11月24日にインドのビハール州パトナで生まれた。1960年代初頭にリーズ音楽大学に通い、その後、フォークロック・バンドのエクレクションに参加した。また、1960年代半ばにダスティ・スプリングフィールドのバンドで演奏し、ブライアン・オーガーとジュリー・ドリスコールとレコーディングを行った。1970年代初頭には、キース・ティペット、マイク・ギブス、マイク・ウェストブルック、ツトム・ヤマシタ、バート・ヤンシュ、ノーマ・ウィンストンといったミュージシャンたちとともに、セッション・ミュージシャンとして働いた。
1972年、ボイルはジェフ・クライン（ベース）、ブライアン・ミラー（キーボード）、ナイジェル・モリス（ドラム）と、フュージョン・バンドであるアイソトープを結成した。このラインナップはイギリスを広く演奏して回った。

## ディスコグラフィ

### ソロ・アルバム
- 『ザ・ダンサー』 - The Dancer (1978年)
- 『エレクトリック・グライド』 - Electric Glide (1978年)
- 『ステップ・アウト』 - Step Out (1981年)
- Friday Night Again (1986年)
- Triple Echo (1994年)
- 『ゲームス』 - Games (2003年)

### アイソトープ
- 『アイソトープ』 - Isotope (1974年)
- 『イリュージョン』 - Illusion (1974年)
- 『ディープ・エンド』 - Deep End (1975年)
- The Best of Isotope (1977年) ※コンピレーション
- 『ライヴ・アット・ザ・BBC』 - Live at the BBC (2004年) ※1973年、1974年録音。ゲイリー・ボイルのソロを含む[3]。
- 『ゴールデン・セクション』 - Golden Section (2008年) ※1974年、1975年録音

### その他のプロジェクト
- "Sketch" (2007年) ※with Maggie Boyle and Dave Bowie CD